# 率安信號場
率安信號場是位于韩国江原道太白市黄莲洞的一座号志站，属于岭东线，本站完全位于率安隧道内。

## 历史
- 2012年6月27日 - 与率安隧道一同落成使用。